# Hotel Ukraina (Kijów)
Hotel „Ukraina” (ukr. Готель «Україна», ros. Гостиница Украина), do 2001 hotel „Moskwa” – trzygwiazdkowy hotel położony w centrum Kijowa. 
Hotel został wybudowany w 1961 jako hotel „Moskwa” (tę nazwę nosił do 2001) w miejscu, które pierwotnie zajmował pierwszy drapacz chmur w Kijowie, dom Ginzburga. Budowa hotelu zakończyła tworzenie zespołu architektonicznego przy głównej ulicy Kijowa Chreszczatyku, w ramach powojennej odbudowy centrum Kijowa.